# Cteniolepidotrichia
Cteniolepidotrichia è un genere estinto di pesci ossei appartenente agli attinotterigi, vissuto nel Cretaceo inferiore. i cui fossili sono stati ritrovati nella regione del bacino del Turfan (Xinjiang, Cina). Il genere è noto per l’unica specie Cteniolepidotrichia turfanensis, rinvenuta nella Formazione di Shengjinkou.

## Descrizione
Cteniolepidotrichia turfanensis è un rappresentante altamente specializzato dei Palaeonisciformes, che mostra una combinazione unica di tratti morfologici. Il muso presenta mandibole curve ricoperte da numerosi e spessi tubercoli, mentre il sospensorio è inclinato e la regione geniena (la "guancia") è molto corta. La conformazione della bocca, curva verso il basso, riflette tendenze evolutive note nei primi attinotterigi mesozoici.
Una caratteristica distintiva è la seghettatura posteriore dei segmenti dei lepidotrichi, le strutture ossee delle pinne. Questa seghettatura è evidente in tutte le pinne conservate tranne che nelle pinne pettorali, e rappresenta una peculiarità condivisa solo con Pteroniscus turkestanensis, anche se in quest’ultimo è meno pronunciata e limitata alla pinna pettorale.
Le ossa dermiche del cranio differiscono da quelle di Pteroniscus anche per la presenza di un’orbita piccola e per l’ornamentazione marcata della mandibola inferiore.

## Classificazione
Cteniolepidotrichia turfanensis è stato descritto per la prima volta da Poplin e Su nel 1992, sulla base di fossili rinvenuti nella Formazione di Shengjinkou, all'interno del Bacino di Turfan, situato nella provincia cinese dello Xinjiang.
Cteniolepidotrichia è uno dei più recenti rappresentanti noti della famiglia estinta Palaeoniscidae, il che lo rende importante per lo studio dell’evoluzione degli attinotterigi nel Mesozoico. Presenta caratteri in comune sia con famiglie paleozoiche come i Commentryidae che con gruppi mesozoici come i Dicellopygidae.
Le caratteristiche delle pinne, in particolare i segmenti dei lepidotrichi finemente seghettati, sono considerate un tratto derivato, ma evolutosi indipendentemente anche in altri gruppi come in Elonichthys hypsilepis, evidenziando fenomeni di convergenza evolutiva.